# KARMA (음반)
《KARMA》는 대한민국의 싱어송라이터 이승환의 8번째 정규 앨범이다.
KARMA는 《Egg》 이후 3년 만에 내놓은 정규앨범이지만 많은 인기를 얻지는 못했고 평가도 좋지 않았다. 이승환의 앨범 중 앨범 제목과 같은 제목의 노래가 수록된 유일한 앨범이다. 첫 싱글 '심장병' 뮤직비디오는 드림팩토리 소속 연기자인 김시후와 정성미가 주연을 맡았으며 이승환이 가장 만족하는 비디오가 되었다. 두 번째 싱글 '물어 본다'는 역시 드림팩토리 소속 연기자인 박신혜가 출연해 강렬한 댄스를 선보였다. 얄궂게도 'Happy Wedding Song'이 수록된 이 앨범 발매 후에 이승환은 파경을 맞았다.
발매 후 한 달 동안 9만7천장을 판매했으나 그 뒤로 판매량 집계에서 누락되어있다.

## 곡 목록
1. "심장병" – 4:20
2. "물어 본다" – 4:33
3. "나무꾼의 노래" – 4:31
4. "Happy Wedding Song" – 4:07
5. "마지막 인사" – 4:33
6. "I Envy You" – 2:07
7. "연애박사" – 4:04
8. "Karma" – 5:29
9. "Quiz Show" – 3:33
10. "하찮은 사랑" – 3:58
11. "변종" – 4:32
12. "Notorious" – 4:46
13. "시련은 끝난다" – 4:12

## 스태프
- Mastered by Ted Jensen for Sterling Sound New York
- Recorded at DreamFactory Studio
- Photography 김대형
- Designed by 이강현
- Set Design 이승은, 이현민
- Music Video Director 차은택
- Coordinator in LA 강지훈
- Costume Designed by 김윤정
- Stylist 김민주, 채림
- Make Up 이진아
- Hair 김영순
- Promotion 정동인, 이은영, 박현학
- Marketing 이홍철, 박유선
- Web 남현우
- Admin 임종덕, 김지영
- Studio 성지훈, 김한구, 장지복, 이지영
- School 마영철, 김형택, 신두철, 김서룡
- Executive Producer 이승환

## 같이 보기
- 이승환 디스코그래피
- 이승환 콘서트